# Villechien
Villechien – miejscowość i dawna gmina we Francji, w regionie Normandia, w departamencie Manche. W 2013 roku jej populacja wynosiła 193 mieszkańców. 
W dniu 1 stycznia 2016 roku z połączenia pięciu ówczesnych gmin – Bion, Mortain, Notre-Dame-du-Touchet, Saint-Jean-du-Corail oraz Villechien – utworzono nową gminę Mortain-Bocage. Siedzibą gminy została miejscowość Mortain. 